# Automatic picture transmission
Automatic Picture Transmission (APT) — это система аналоговой передачи изображений Земли, разработанная для использования на метеорологических спутниках. Была внедрена в 60-х годах и уже более пяти десятилетий (на 2019 г.) обеспечивает получение метеоснимков на относительно простых приёмных станциях по всему миру. Приём локальных данных на любой станции возможен как минимум дважды в сутки с каждого спутника, при его проходе над станцией. В APT спутник передаёт непрерывную ленту изображения той местности, над которой пролетает. В изображении всего два спектральных канала, поэтому изображение не является цветным в обычном понимании. Окрашивание снимка и наложение контуров крупных ориентиров иногда производятся при постобработке для упрощения чтения снимка.

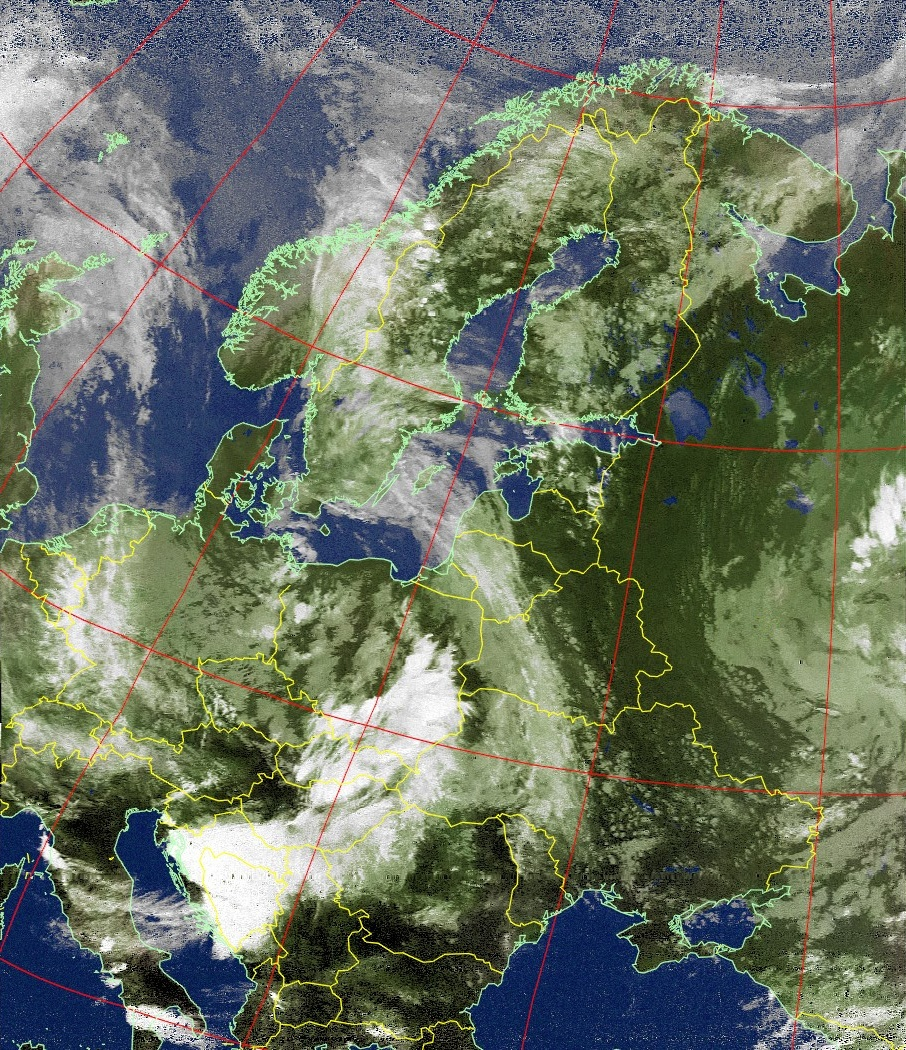
Обработанный метеоснимок, полученный со спутника NOAA-15 по протоколу APT.

## Формат данных

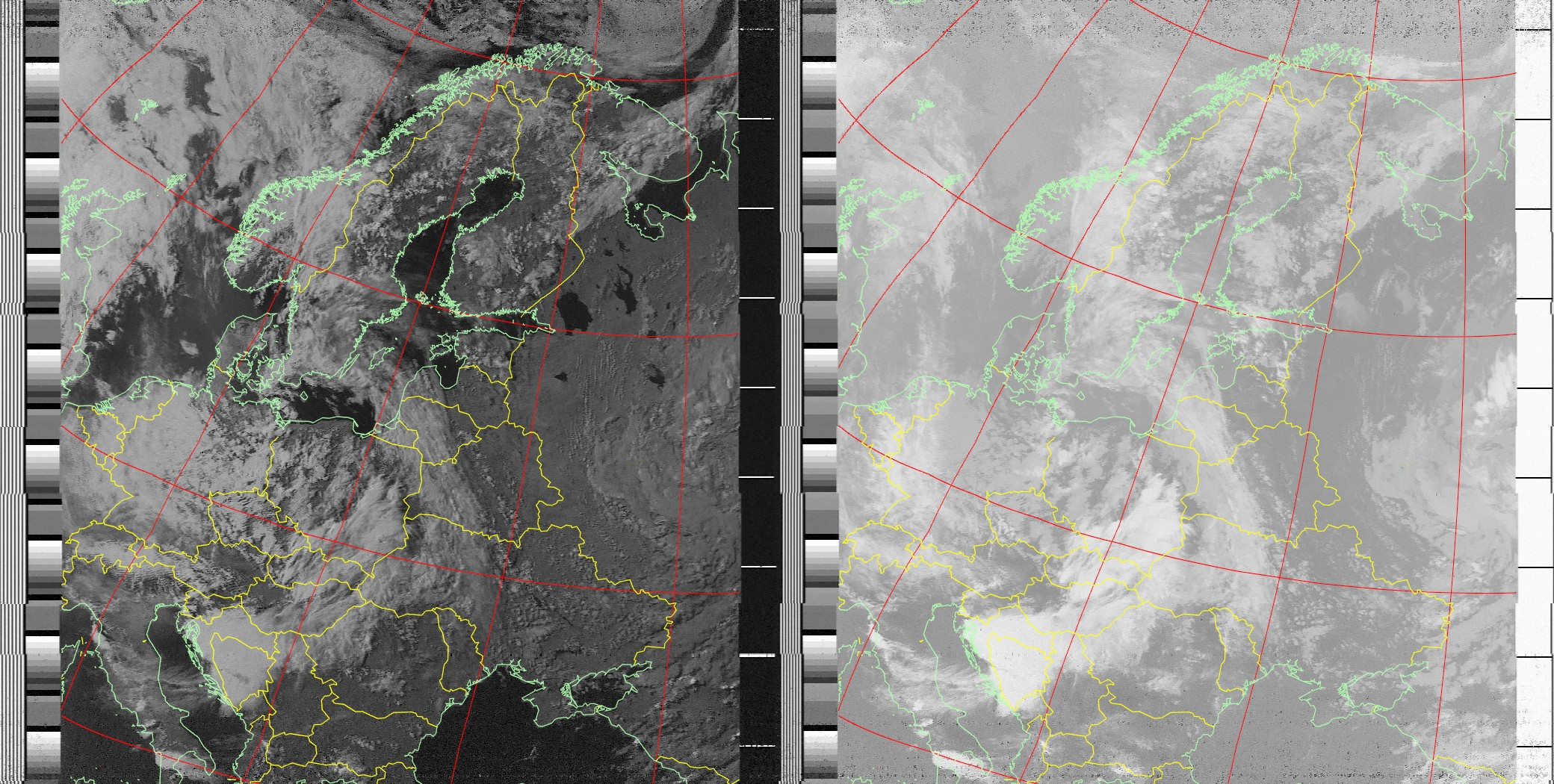
Частично обработанный метеоснимок, полученный со спутника NOAA-15 по протоколу APT. Сохранена оригинальная структура изображения, наложены границы побережий и государств.

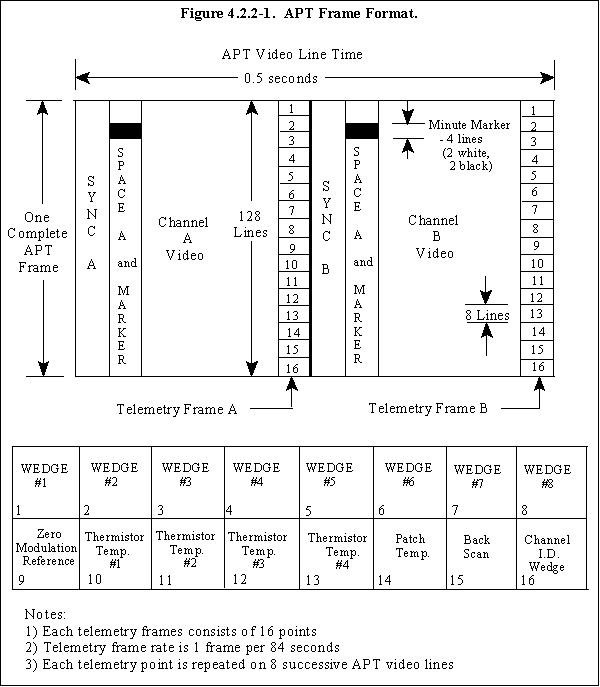
The APT transmission format

### Структура
Передача осуществляется построчно. В каждую строку горизонтальной развёртки входят данные
двух каналов изображения (обычно обозначаются Video A и Video B), данные телеметрии, специальные последовательности для синхронизации. Длина каждой строки изображения — 2080 пикселей. Каждый канал изображения занимает по 909 пикселей, остаток используется для телеметрии и синхроданных. В секунду передаётся 2 строки, итоговый темп передачи составляет 4160 [бод].

### Изображения
Спутники семейства NOAA POES, используют APT для передачи изображений разрешением 4 км/пиксель и разрядностью 8 бит, получаемые ресемлпированием изображений с AVHRR (Advanced Very High Resolution Radiometer). Перед передачей изображения геометрически корректируются, то есть они свободны от искажений, вызванных кривизной Земли.
NOAA может настроить спутник для передачи в APT любых двух спектральных каналов радиометра. Чаще всего, в одном канале непрерывно передаётся изображение с длинноволнового ИК-канала (10,8 микрометров), а в другом канале на освещённой стороне Земли передаётся изображение в ближнем (близком к видимому свету) ИК диапазоне (0,86 микрометра), а на не освещённой — в среднем ИК-диапазоне (3,75 микрометра).

### Синхронизация и телеметрия
Синхронизационный сигнал, передаваемый перед началом передачи каждого канала изображения, представляет собой последовательность импульсов, позволяющую приёмнику точно подстроить темп приёма. Также в поле, отведённом под синхронизацию, передаются минутные маркеры.
Сигнал телеметрии несёт в себе калибровочные значения — 8-ступенный клин, значения температуры сенсоров, а также идентификатор канала, который позволяет различить между собой изображения A и B.

### Радиосигнал
Данные, сформированные описанным образом, используются для 256-уровневой амплитудной модуляции поднесущей частотой 2400 Гц. Максимальная глубина модуляции составляет 87±5 %. В свою очередь, поднесущая используется для частотной модуляции несущей передатчика, работающего в диапазоне частот 137—138 МГц. Сигнал излучается антенной с правой круговой поляризацией (RHCP). В случае NASA POES ЭИИМ (EIRP) составляет 37 дБм (5 Ватт). Сигнал занимает полосу 34 кГц.

## Приём изображений

### Радиоприёмник
Для приёма сигнала может быть использован приёмник, работающий в диапазоне частот 137—138 МГц с частотной модуляцией и полосой приёма 34 кГц. По причине большой ширины полосы, связные приёмники (у которых она составляет обычно около 15 кГц) плохо подходят для этой задачи. Используются либо специализированные устройства, либо, в последние годы (2015) — SDR-приёмники

### Антенна
Антенна должна обеспечивать приём сигнала на частотах 137—138 МГц с правой круговой поляризацией. Как правило, нет необходимости применять направленную антенну на опорно-поворотном устройстве — неподвижная антенна с подходящей диаграммой направленности обеспечивает хороший приём.
Чаще всего, для приёма APT рекомендуется использовать турникетные антенны или четырёхзаходные спиральные антенны.

### Получение изображения
Изначально для получения изображений использовались специализированные устройства, такие как WEFAX, иногда объединённые с приёмником. После массового распространения достаточно мощных персональных компьютеров стало возможным проводить обработку сигнала программно, при помощи соответствующего ПО. Сигнал поступает либо с внешнего приёмника через звуковую карту, либо с SDR-приёмника через цифровой интерфейс. Опубликованы инструкции и свободное программное обеспечение для осуществления приёма простыми средствами.

#### Обработка изображений
При постобработке возможно окрашивание снимка на основании относительной разницы в уровнях по спектральным каналам (которая отличается для разных типов поверхности), а также, за счёт знания положения спутника в конкретный момент времени, наложение координатной сетки, линий побережий, границ государств и прочих ориентиров.

## История
APT был разработан подразделением NOAA National Earth Satellite Service. Впервые был протестирован на спутнике TIROS-9, работавшем, а полноценно использовался на Nimbus-1. Первый спутник на полярной орбите, передававший изображения в формате APT — TIROS-N. После этого протокол применялся на всех спутниках NOAA на полярных орбитах. Использовался также советскими спутниками серий Метеор.

## Текущее состояние
На данный момент (2019 год) сигнал в формате APT передаётся тремя спутниками NOAA:
- NOAA-18[англ.]
- NOAA-15[англ.]
- NOAA-19

## Будущее
С развитием электроники аналоговые системы вытесняются цифровыми. Аппарат NOAA-19 — последний, на котором использован APT. Предполагалось, что все более поздние аппараты будут использовать цифровые протоколы, такие как LRPT. Это было реализовано на российских аппаратах серий [Метеор-М № 1] и [Метеор-М № 2], однако на аппаратах NOAA серии Metop от использования LRPT пришлось отказаться по техническим причинам, в результате чего эти аппараты вообще не имеют низкоскоростного канала передачи метеоизображений.